# Virus klopnega meningoencefalitisa
Virus klopnega meningoencefalitisa (Tick-borne encephalitis virus, okrajšava TBEV) je flavivirus, ki ga prenašajo klopi  in povzroča klopni meningoencefalitis. V naravi kroži virus med klopi, ki so glavni prenašalci virusa, in gozdnimi sesalci, ki so glavni gostitelji virusa. V Sloveniji so virus našli pri okoli 0,5 % klopov in 6 % malih glodavcev (v večjem deležu pri rovkah kot pri miših).

## Podtipi
Poznamo tri podtipe virusa KME:
- zahodnoevropski podtip (prej Central European encephalitis virus, CEEV; prenaša ga klop: Ixodes ricinus);
- sibirski podtip (prej West Siberian virus; prenaša ga klop: Ixodes persulcatus);
- daljnovzhodni podtip (prej Russian Spring Summer encephalitis virus, RSSEV; prenaša ga klop: Ixodes persulcatus).[5]

Referenčni sev je Sofijin sev.

## Značilnosti
Virusi KME so okrogli enovijačni RNK-virusi iz rodu Flavivirus in družine Flaviviridae. Genom nosi zapis za tri strukturne beljakovine (C, prM in E) in sedem nestrukturnih beljakovin (NS1, NS2A, NS2B, NS3, NS4A, NS4B, NS5). Beljakovina C (angl. capside protein) tvori virusno kapsido, ta pa je obdana z lipidnim dvoslojem, ki vsebuje beljakovini prM (precursor M protein) in E (envelope protein). Beljakovina E predstavlja najpomembnejši virusni antigen in sodeluje pri vezavi virusa na (še neznan) receptor na gostiteljevi celici ter vstop vanjo.